# Close (musikalbum)
Close är den brittiska sångerskan Kim Wildes sjätte studioalbum, utgivet 1988. Albumet utgavs som LP, kassettalbum och CD. Låten "You Came" blev en stor hit. Låten nådde Trackslistans förstaplats i september 1988.

## Låtförteckning
Sida A
1. "Hey Mister Heartache" (Kim Wilde, Steve Byrd)
2. "You Came" (Kim Wilde, Ricky Wilde)
3. "Four Letter Word" (Marty Wilde, Ricky Wilde)
4. "Love in the Natural Way" (Kim Wilde, Marty Wilde, Ricky Wilde)
5. "Love's a No" (Kim Wilde, Marty Wilde, Ricky Wilde)

Sida B
1. "Never Trust a Stranger" (Kim Wilde, Ricky Wilde)
2. "You'll Be the One Who'll Lose" (Kim Wilde, Marty Wilde, Ricky Wilde)
3. "European Soul" (Kim Wilde, Ricky Wilde)
4. "Stone" (Kim Wilde, Marty Wilde, Ricky Wilde)
5. "Lucky Guy" (Todd Rundgren)

### 25th Anniversary Edition
| 1.  | Hey Mister Heartache                        |  |
| 2.  | You Came                                    |  |
| 3.  | Four Letter Word                            |  |
| 4.  | Love in the Natural Way                     |  |
| 5.  | Love's A No                                 |  |
| 6.  | Never Trust a Stranger                      |  |
| 7.  | You’ll Be The One Who’ll Lose               |  |
| 8.  | European Soul                               |  |
| 9.  | Stone                                       |  |
| 10. | Lucky Guy                                   |  |
| 11. | Tell Me Where You Are                       |  |
| 12. | Wotcha Gonna Do                             |  |
| 13. | She Hasn't Got Time for You ’88             |  |
| 14. | Hey Mister Heartache (Single Version)       |  |
| 15. | You Came (Single Version)                   |  |
| 16. | Never Trust A Stranger (Single Version)     |  |
| 17. | Love in the Natural Way (Video Edit)        |  |
| 18. | You Came (Shep Pettibone US Single Version) |  |

| 1.  | Hey Mister Heartache (12″ Version)              |  |
| 2.  | Hey Mister Heartache (Kilo Watt Remix)          |  |
| 3.  | Hey Mister Heartache (Bonus Beats)              |  |
| 4.  | Hey Mister Heartache (Acapella With Percussion) |  |
| 5.  | You Came (12″ Version)                          |  |
| 6.  | You Came (Shep Pettibone 12″ Mix)               |  |
| 7.  | You Came (Dub Version #1)                       |  |
| 8.  | You Came (Dub Version #2)                       |  |
| 9.  | Never Trust A Stranger (12″ Version)            |  |
| 10. | Never Trust A Stranger (Sanjazz Mix)            |  |
| 11. | Four Letter Word (12″ Version)                  |  |
| 12. | Four Letter Word (Late Night Mix)               |  |
| 13. | Love in the Natural Way (Extended Version)      |  |

## Medverkande
- Kim Wilde – sång, bakgrundssång
- Ricky Wilde – gitarr, synthesizers och bakgrundssång
- Steve Byrd – gitarr
- Tony Swain – synthesizers
- Bias Boshell – synthesizers och trummaskin
- Junior Giscombe – bakgrundssång
- Nicci Sun – bakgrundssång